# Jamaica–Calle 179 (línea Queens Boulevard)
Jamaica–Calle 179 es una estación en la línea Queens Boulevard del metro de la ciudad de Nueva York. Localizada en la Calle 179 y la Avenida Hillside en Jamaica, Queens, es servida como la terminal septentrional del servicio F. La estación también cuenta con un servicio de los trenes E, debido a la incapacidad y limitaciones de la terminal regular del servicio E, Jamaica Center–Parsons/Archer.

## Conexiones de autobuses
Rutas de Nueva York
- Q1
- Q2
- Q3
- Q17
- Q36
- Q43
- Q75
- Q76
- Q77
- Q110 (solamente en horas pico)

Rutas de Long Island
- N1
- N2
- N3
- N6
- N22
- N22A
- N24
- N26